# Borneokortvinge
Borneokortvinge (Brachypteryx erythrogyna) är en fågelart i familjen flugsnappare inom ordningen tättingar.

## Utseende och läte
Borneokortvingen är en liten och mörk tätting. Hanen är övervägande mörkt indigoblå med ett otydligt och ofta dold vitt ögonbrynsstreck. Honan är kastanjebrun på undersida, ansikte och övergump. Ovansidan är mer dämpat brun, med skiffergrått på rygg, skuldror och kroppsidor. Sången består av en atmosfärisk stigande och fallande serie med utdragna metalliska toner. Lätet är ett vasst "click!".

## Utbredning och systematik
Fågeln förekommer i bergstrakter på norra Borneo. Den behandlas som monotypisk, det vill säga att den inte delas in i några underarter.

### Artstatus
Tidigare kategoriserades den som underart till blå kortvinge, nu javakortvinge (Brachypteryx montana). Denna delades upp i fem arter av tongivande Clements 2022 och International Ornithological Congress (IOC) 2023. Studier visar på stora genetiska skillnader populationerna emellan, liksom tydliga skillnader i utseende och läte.

### Familjetillhörighet
Kortvingarna i Brachypteryx ansågs fram tills nyligen liksom bland andra näktergalar, stenskvättor, stentrastar och buskskvättor vara små trastar. DNA-studier visar dock att de är marklevande flugsnappare (Muscicapidae) och förs därför numera till den familjen.

## Levnadssätt
Borneokortvingen hittas i bergsbelägna bergsskogar. Fågeln födosöker på marken där den ofta håller sig dold, men har också noterats hoppa runt bland klippblock ovan trädgränsen.

## Status och hot
Arten tros minska i antal, dock inte tillräckligt kraftigt för att den ska betraktas som hotad. Internationella naturvårdsunionen IUCN listar arten som livskraftig (LC).